# Vestibulum major
Vestibulum major är en stekelart som beskrevs av Henry Keith Townes, Jr. 1970. Vestibulum major ingår i släktet Vestibulum och familjen brokparasitsteklar. Inga underarter finns listade i Catalogue of Life.